# Kanton Fontaine-le-Dun
Kanton Fontaine-le-Dun (fr. Canton de Fontaine-le-Dun) je francouzský kanton v departementu Seine-Maritime v regionu Horní Normandie. Skládá se ze 16 obcí.

## Obce kantonu
- Angiens
- Anglesqueville-la-Bras-Long
- Autigny
- Bourville
- Brametot
- La Chapelle-sur-Dun
- Crasville-la-Rocquefort
- Ermenouville
- Fontaine-le-Dun
- La Gaillarde
- Héberville
- Houdetot
- Saint-Aubin-sur-Mer
- Saint-Pierre-le-Vieux
- Saint-Pierre-le-Viger
- Sotteville-sur-Mer
- Wanchy-Capval